# Golden power
Il Golden Power è uno strumento normativo, previsto in alcuni ordinamenti giuridici, che permette al Governo di un Paese sovrano di bloccare o apporre particolari condizioni a specifiche operazioni finanziarie, che ricadano nell'interesse nazionale (settori strategici).

## Normativa in Italia
In Italia è normato dal decreto-legge n. 21 del 15 marzo 2012, e successive modifiche, che lo istituisce e pone come settori strategici:
- difesa;
- sicurezza nazionale;
- energia;
- trasporti;
- comunicazioni;

successivamente estesi, fino al 31 dicembre 2021, ai seguenti settori:
- alimentare;
- assicurativo;
- sanitario;
- finanziario.

Lo strumento è pensato per tutelare l'interesse nazionale in settori e filiere strategiche, per evitare che finiscano in mano straniera, ed evitare che le aziende bersaglio cadano vittima di operazioni finanziarie ostili.

## Riferimenti normativi
- Decreto-legge 15 marzo 2012, n. 21 - Norme in materia di poteri speciali sugli assetti societari nei settori della difesa e della sicurezza nazionale, nonché per le attività di rilevanza strategica nei settori dell'energia, dei trasporti e delle comunicazioni.
- Artt. 24-28 del Decreto-legge 21 marzo 2022, n. 21 - Misure urgenti per contrastare gli effetti economici e umanitari della crisi ucraina